# Язни
Язни (біл. вёска Язны) — село в складі Вілейського району Мінської області, Білорусь. Село підпорядковане Довгинівській сільській раді, розташоване в північній частині області.

## Історія
З 1793 після другого розділу Речі Посполитої Язни, як і вся Вілейщина, входила до складу Російської імперії, був утворений Вілейський повіт у складі спочатку Мінської губернії, а з 1843 - Віленської губернії.
У 1921–1945 роках село знаходилось у Польщі, у Вільнюськім воєводстві, Вілейського повіту, у гміні Крывічы.

## Населення
- 1866 рік — 215 людини, 28 будинків[2]
- 1921 рік — 374 людини, 78 будинків[3]
- 1931 рік — 414 людини, 83 будинків[4].